# Tanasis Dinas
Atanasios (Tanasis) Dinas (gr. Αθανάσιος (Θανάσης) Ντίνας; ur. 12 listopada 1989 roku w Komotini, Grecja) – grecki piłkarz, grający na pozycji ofensywnego pomocnika.

## Kariera piłkarska

### Kariera klubowa
Rozpoczął karierę piłkarską w klubie juniorów Skoda Ksanti. 1 lipca 2007 roku podpisał kontrakt z seniorskim zespołem tej drużyny, która występowała wówczas w Superleague Ellada. W sezonie 2007/2008 zajął z tym klubem 8. miejsce. 1 lipca 2008 roku został wypożyczony do APS Zakynthos. W sezonie 2008/2009 uplasował się z tym zespołem na 6. pozycji w grupie północnej III ligi. W następnym sezonie jego drużyna zajęła 4. miejsce III ligi w grupie Notios Omilos. Po tym sezonie powrócił z wypożyczenia do Skody Ksanti, jednak już 1 lipca 2010 roku przeszedł na zasadzie wolnego transferu do klubu Panachaiki GE, występującego wówczas również w III lidze. W sezonie 2010/2011 uplasował się z tym zespołem na pierwszym miejscu w grupie północnej, dzięki czemu awansowali do II ligi. W następnym sezonie, już w II lidze, wraz z ekipą zajęli 4. miejsce, które dawało możliwość gry w barażach o awans do I ligi. Jednak jego klub baraże zakończył na ostatnim, 4. miejscu, i pozostał w II lidze. W sezonie 2012/2013 jego zespół zajął dopiero 15. pozycję w tabeli. Jednak w połowie sezonu, 31 stycznia 2013 roku przeszedł za 150 tysięcy € do Panathinaikosu Ateny występującego w Superleague.
Już barwach nowego zespołu uplasował się z drużyną na 6. pozycji. Jednak jego klub nie otrzymał licencji na grę w europejskich pucharach.
W następnym sezonie zajął z zespołem 4. miejsce, które dawało szansę gry w barażach o miejsce w eliminacjach do Ligi Mistrzów. W barażach jego drużyna zajęła 1. pozycji, dzięki czemu mogła zagrać w tych eliminacjach. Mecze III rundy kwalifikacyjnej do Ligi Mistrzów odbyły się 30 lipca i 5 sierpnia 2014 roku. Tanasis Dinas w pierwszym meczu ze Standardem Liège na wyjeździe całe spotkanie oglądał z ławki rezerwowych. W meczu rewanżowym na własnym boisku zagrał podczas ostatnich 24 minut spotkania, jednak jego drużyna przegrała 1–2. Panathinaikos przegrał ten dwumecz i ostatecznie pożegnał się z tymi rozgrywkami.
W 2014 roku zdobył z Panathinaikosem Puchar Grecji. W 2015 przeszedł do Platania.

### Kariera reprezentacyjna
Tanasis Dinas został powołany na mecze seniorskiej reprezentacji Grecji na spotkania w ramach eliminacji do Mistrzostw Europy 2016 – 14 listopada 2014 roku z Wyspami Owczymi oraz 4 dni później przeciwko Serbii. Jednak oba te spotkania Grecja przegrała, a piłkarz oglądał je jedynie z ławki rezerwowych.

## Sukcesy i odznaczenia
- Puchar Grecji (1 raz): 2014[10]